# Stare Solnisko

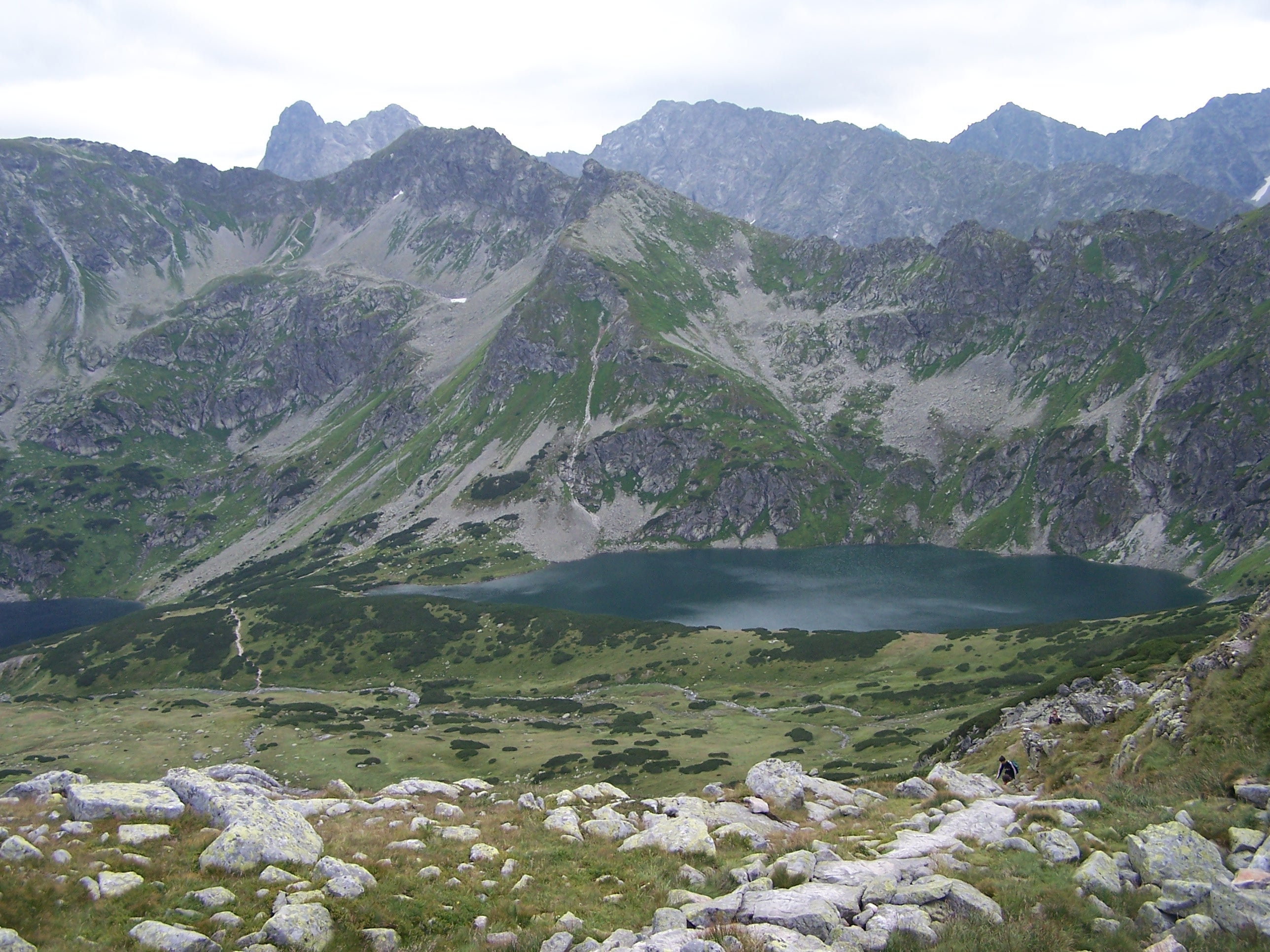
Stare Solnisko nad Czarnym Stawem Polskim

Stare Solnisko – rówień w Dolinie Pięciu Stawów Polskich w Tatrach Wysokich, znajdująca się w jej największym rozszerzeniu. Jest to stosunkowo płaski teren po północnej stronie Czarnego Stawu, poniżej niebieskiego szlaku turystycznego prowadzącego dnem tej doliny. Jest to teren trawiasty, porastającą go pierwotnie kosodrzewinę wycięto dla potrzeb pasterstwa, dawniej bowiem istniała tutaj Hala Pięć Stawów, na której wypasano owce i bydło.
Nazwą solnisko określano miejsca, w których wykładano sól dla wypasanego na hali bydła i owiec. W Dolinie Pięciu Stawów Polskich jest jeszcze kilka takich miejsc: Nowe Solnisko, Wyżnie Solnisko i Niżnie Solnisko. Nazwy te miały użytkowe znaczenie w czasach, gdy istniała tutaj Hala Pięć Stawów, po zniesieniu pasterstwa są nadal umieszczane na mapach, ale mają już znaczenie głównie historyczne i topograficzne.

## Szlaki turystyczne
– niebieski, przebiegający przez Dolinę Pięciu Stawów Polskich i prowadzący na Zawrat. Czas przejścia od schroniska na Stare Solnisko około 30 min.